# 은계도서관
은계도서관은 경기도 시흥시에 있는 공립 도서관이다.

## 연혁
- 2024년 6월 10일 개관.